# 角銅博之
角銅 博之（かくどう ひろゆき、1959年9月28日 - ）は、日本の男性アニメーション演出家、アニメーション監督。福岡県出身。東洋大学卒。別名義に開木 菜織（ひらき なおり）、工堂 紘軌（くどう ひろき）、仁賀 緑朗（じんが ろくろう）がある。代表作は『デジタルモンスター』シリーズ。アニメーション自主制作集団「グループえびせん」所属。日本アニメーション協会会員。元東映アニメーション所属。

## 参加作品

### テレビアニメ

#### 監督作品
1998年
- 遊☆戯☆王（シリーズディレクター）

1999年
- デジモンアドベンチャー（ - 2000年、シリーズディレクター）

2000年
- デジモンアドベンチャー02（ - 2001年、シリーズディレクター）

2005年
- デジタルモンスター ゼヴォリューション
- トランスフォーマー ギャラクシーフォース（総監督）

2006年
- スーパーロボット大戦OG -ディバイン・ウォーズ-（ - 2007年）

※東映における「シリーズディレクター」は監督と同義

#### 演出、絵コンテなど
1984年
- 夢戦士ウイングマン（ - 1985年、演出）

1986年
- メイプルタウン物語（ - 1987年、演出）

1987年
- 新メイプルタウン物語 パームタウン編（演出）

1988年
- ビックリマン（ - 1989年、演出）

1989年
- 新ビックリマン（ - 1990年、演出）

1990年
- まじかる☆タルるートくん（ - 1992年、演出）
- RPG伝説ヘポイ（ - 1991年、絵コンテ） ※開木菜織名義

1991年
- DRAGON QUEST -ダイの大冒険-（ - 1992年、演出）
- ゲンジ通信あげだま（ - 1992年、絵コンテ） ※開木菜織名義

1992年
- スーパービックリマン（ - 1993年、演出）

1993年
- SLAM DUNK（ - 1996年、演出）
- 蒼き伝説 シュート!（ - 1994年、演出）

1994年
- 白雪姫の伝説（絵コンテ） ※開木菜織名義
- BLUE SEED（絵コンテ） ※開木菜織名義

1996年
- ドラゴンボールGT（ - 1997年、演出）
- 地獄先生ぬ〜べ〜（ - 1997年、演出）
- るろうに剣心 -明治剣客浪漫譚-（ - 1998年、絵コンテ） ※工堂紘軌、開木菜織名義

1997年
- 爆走兄弟レッツ&ゴー!! WGP（絵コンテ） ※開木菜織名義
- セイバーマリオネットJ（絵コンテ） ※開木菜織名義
- スレイヤーズTRY（絵コンテ） ※開木菜織名義
- ポケットモンスター（ - 2002年、絵コンテ） ※開木菜織名義
- キューティーハニーF（ - 1998年、演出）
- 深海伝説MEREMANOID（絵コンテ） ※開木菜織名義
- 剣風伝奇ベルセルク（ - 1998年、絵コンテ） ※仁賀緑朗名義

1998年
- アリスSOS（ - 1999年、OP作画）
- マスターモスキートン'99（絵コンテ） ※開木菜織名義
- serial experiments lain（ドキュメント・パート映像、絵コンテ） ※絵コンテは仁賀緑朗名義
- ロスト・ユニバース（絵コンテ） ※開木菜織名義
- ひみつのアッコちゃん（ - 1999年、演出）
- 魔術士オーフェン（ - 1999年、絵コンテ） ※開木菜織名義
- ガサラキ（絵コンテ） ※工堂紘軌名義

1999年
- セイバーマリオネットJ to X（絵コンテ） ※開木菜織名義
- 魔法使いTai!（アバンタイトルCGアニメーション）
- ONE PIECE（1999年 - 、演出）
- ジバクくん（絵コンテ） ※開木菜織名義
- ∀ガンダム（絵コンテ） ※工堂紘軌名義

2000年
- ブギーポップは笑わない Boogiepop Phantom（絵コンテ） ※仁賀緑朗名義
- 無敵王トライゼノン（絵コンテ） ※開木菜織名義
- アルジェントソーマ（絵コンテ） ※工堂紘軌名義

2001年
- デジモンテイマーズ（ - 2002年、演出）
- 機動天使エンジェリックレイヤー（絵コンテ） ※開木菜織名義
- HELLSING（絵コンテ） ※開木菜織、工堂紘軌、仁賀緑朗名義

2002年
- Kanon（演出）
- デジモンフロンティア（ - 2003年、演出）
- ワイルド7 another -謀略運河-（絵コンテ） ※開木菜織名義
- キディ・グレイド（絵コンテ） ※開木菜織名義

2003年
- 金色のガッシュベル!!（ - 2006年、演出）
- D・N・ANGEL（絵コンテ） ※開木菜織名義

2004年
- 恋風（絵コンテ） ※仁賀緑朗名義
- 頭文字D Fourth Stage（絵コンテ） ※仁賀緑朗名義
- 冒険王ビィト（ - 2005年、演出）
- ロックマンエグゼStream（絵コンテ） ※開木菜織名義

2005年
- 冒険王ビィト エクセリオン（ - 2006年、演出）

2006年
- ブラック・ジャック（絵コンテ）
- 妖逆門（絵コンテ） ※仁賀緑朗名義
- 神様家族（演出）

2007年
- ひぐらしのなく頃に解（絵コンテ） ※開木菜織名義
- スカルマン THE SKULL MAN（絵コンテ） ※仁賀緑朗名義
- ゲゲゲの鬼太郎（第5作）（ - 2009年、演出）

2008年
- 墓場鬼太郎（演出）
- ねぎぼうずのあさたろう（ - 2009年、演出）

2009年
- 怪談レストラン（ - 2010年、絵コンテ・演出）
- 空中ブランコ（絵コンテ・演出）
- マリー&ガリー（絵コンテ）

2010年
- デジモンクロスウォーズ（ - 2011年、絵コンテ・演出）

2011年
- デジモンクロスウォーズ 〜悪のデスジェネラルと七つの王国〜（絵コンテ・演出）
- トリコ（絵コンテ・演出）
- リングにかけろ1 世界大会編（演出）
- デジモンクロスウォーズ 〜時を駆ける少年ハンターたち〜（ - 2012年、絵コンテ・演出）

2012年
- 聖闘士星矢Ω（ - 2014年、演出）
- つり球（絵コンテ）
- 探検ドリランド（絵コンテ）

2013年
- ガッチャマン クラウズ（絵コンテ） ※工堂紘軌名義、仁賀緑朗名義

2014年
- 金田一少年の事件簿R（演出）
- マジンボーン（ - 2015年、演出）
- ディスク・ウォーズ:アベンジャーズ（ - 2015年、演出）

2015年
- ワールドトリガー（絵コンテ・演出）
- 金田一少年の事件簿R（第2期）（演出）

2016年
- ドラゴンボール超（絵コンテ）
- 灰と幻想のグリムガル（絵コンテ） ※仁賀緑朗、工堂紘軌名義
- タイガーマスクW（演出）

2017年
- キラキラ☆プリキュアアラモード（演出）

2018年
- HUGっと!プリキュア（絵コンテ・演出）
- キラッとプリ☆チャン（絵コンテ） ※仁賀緑朗名義

2019年
- スター☆トゥインクルプリキュア（演出）
- ゲゲゲの鬼太郎（第6作）（ - 2020年、演出）

2020年
- ヒーリングっど♥プリキュア（ - 2021年、演出）
- ドラゴンクエスト ダイの大冒険 (2020)（ - 2021年、演出）

2021年
- トロピカル〜ジュ!プリキュア（演出）
- デジモンゴーストゲーム（演出、OP演出・絵コンテ）

### 劇場アニメ
1986年
- メイプルタウン物語（監督助手）

1987年
- 新メイプルタウン物語 パームタウン編（演出助手）

1988年
- ビックリマン 第一次聖魔大戦（監督）

1991年
- まじかる☆タルるートくん 燃えろ!友情の魔法大戦（監督）

1993年
- ろくでなしBLUES 1993（監督）

1995年
- スラムダンク 湘北最大の危機! 燃えろ桜木花道（監督）

2001年
- WXIII 機動警察パトレイバー（絵コンテ協力）

2006年
- 銀色の髪のアギト（絵コンテ）

### OVA
1991年
- BE-BOP-HIGHSCHOOL（ - 1993年、監督）

1993年
- NG騎士ラムネ&40 DX ワクワク時空 炎の大捜査戦（監督） ※開木菜織名義

1995年
- 3×3 EYES 〜聖魔伝説〜（絵コンテ） ※開木菜織名義

1997年
- 沈黙の艦隊（絵コンテ）

2008年
- やなせたかしメルヘン劇場（絵コンテ）

### その他
2005年
- 出ましたっ!パワパフガールズZ パイロットフィルム（ - 2006年、演出）

2013年
- PSP「デジモンアドベンチャー」（演出）

2016年
- デジモンワールド -next 0rder-（音響監督）

2025年
- デジモンアドベンチャー 25周年記念PV「デジモンアドベンチャー-BEYOND-」（監督）